# Olijfgaard (Kröller-Müller Museum)
Olijfgaard is een schilderij uit 1889 van de Nederlandse kunstschilder Vincent van Gogh. Het schilderij bevindt zich in het Kröller-Müller Museum in Otterlo.
Het schilderij van olieverf op doek meet 72 bij 92 cm. Van Gogh schilderde dit landschap in 
Saint-Rémy-de-Provence. Hij schildert een reeks van ongeveer 18 doeken rond het thema van olijfgaarden, een van zijn favoriete studiethema’s tijdens zijn periode in Saint-Rémy-de-Provence.